# NGC 4411A
NGC 4411A (другие обозначения — NGC 4411-1, ZWG 70.74, IC 3339, VCC 905, UGC 7537, KCPG 336A, MCG 2-32-48, PGC 40695) — галактика в созвездии Дева.
Этот объект не входит в число перечисленных в оригинальной редакции «Нового общего каталога» и был добавлен позднее.